# 일본어식 영어
일본어식 영어(일본어: 和製英語 와세이 에이고[*])는 일본에서 사용되는 외래어로 영어를 빌려 만들어졌다. 영어권 국가에서는 의미가 전달되지 않거나 전혀 다른 뜻으로 해석되는 경우가 많다.

## 정의
사람마다 정의가 다르다. 협의의 의미로는 외래어를 사용한 신조어인데 볼넷(Base on balls)을 フォアボール(Four balls), 급여 상승(Pay raise)을 ベースアップ(Base up)라고 하는 식이다. 또한 기존의 제대로 된 영단어를 줄여서 사용하는 경우도 있는데 Word processor(워드프로세서)를 ワープロ, Personal computer(개인용 컴퓨터)를 パソコン, Engagement ring(약혼 반지)를 エンゲージリング라고 하는 식이다.
광의의 의미로는 언뜻 제대로 된 영어처럼 보이지만 실제 영어권에서 사용되지 않거나 전혀 다른 의미로 쓰이는 경우다. 이는 처음부터 일본에서 만들어진 영어식 신조어인 경우도 있고 영어권에서 일본어권으로 넘어오면서 의미가 바뀐 경우도 있다.
전자의 예로는 몸에 맞은 공이 있는데 이의 영어식 표현은 Hit by pitch지만 일본어로는 デッドボール(Dead ball)이라고 한다. 또한 후자의 예로는 Dead heat가 있는데 이 단어는 영어권에서는 둘 이상이 동시에 승리한 경우를 가리킬 때 사용하는 말이지만 일본어식으로 쓰인 デッドヒート는 격렬한 시합·승부라는 뜻으로 사용된다.

### 영어와의 차이점
일본에서만 통용되는 표현이라면 일본어식 영어라고 불릴 수 있겠지만 그 형태가 영어인 이상 어느 정도 차이가 나야 일본어식 영어라고 불릴 수 있겠는가 하는 문제가 발생할 수 있다. 작은 수준의 의미 차이는 대부분의 외래어에서 관찰되는 특징이며 외래어의 의미가 원어와 차이를 보이는 것은  필연적인 현상이기도 하기 때문이다.
일본에서 만들어진 용어라는 점을 증명하는 것도 생각보다 까다로운 문제다. 예를 들어 일몰 후에 진행되는 야구 경기를 일본에서 ナイター(Nighter)라고 부르지만 AP 통신 전신문에 사용된 적이 있다는 설도 있으며 일본의 야구해설가 이토 가즈오도 미국에서도 야구 관계자들이 사용하는 말이라고 언급한 적이 있다.
하지만 어원의 흔적을 의논하기 전에 영어를 모국어로 사용하는 사람들 사이에서도 해당 표현이 통용되는지도 중요한 점이다. 인터넷상에서 사용하는 가명을 일본에선 ハンドルネーム(Handle name)이라고 하는데 이 표현은 영어권에서 전혀 통용되지 않는다. 한편 생명선, 구명줄을 뜻하는 ライフライン(Life line)처럼 영어권에서 사용되는 학술 용어가 일본어권에서도 광범위하게 사용되기도 하고 영어권에선 정치적 올바름의 관점에서 사장된 용어인데 일본어권에선 널리 사용되는 경우도 있다.

### 일본어식 영어와 일본어
일본어식 영어는 외래어를 오용한다는 이유로 부정적으로 인식된다. 하지만 일본어식 영어는 영어 어휘가 아니라 일본어 어휘에 속하며 일본어 화자가 아니면 대체로 통용되지 않는다. 또한 본디 영어권에 존재하지 않는 용법이 일본어권에서 새롭게 생성되는 경우도 있는데 이는 당연한 얘기지만 이런 용법은 영어 화자들이 이해하지 못한다. 대표적으로 リベンジ(Revenge)가 있는데 Revenge는 복수란 뜻이지만 자기 자신에게만 초점이 맞춰져 있다. 특정 인물에게 초점을 맞추지 않는 표현은 Avenge인데 일본어 リベンジ는 오히려 Revenge보다 Avenge에 가까운 표현이다. 그렇다고 해서 일본어식 영어를 원어의 어형과 의미에 부합하도록 고치는 것은 사회적으로 큰 혼란을 줄 수 있으므로 신중하게 접근해야 할 문제다.
형태만 영어일 뿐 영어에서 유래한 표현이 아닌 데도 영어가 원어일 거라 오해받는 단어들도 많다. アベック와 アンケート는 둘 다 프랑스어인 Avec과 Enquête에서 온 말이며 ホッチキス(Hotchkiss), キャタピラー(Caterpillar), クラクション(Klaxon), マジックインキ(Magic Ink), チャック(Chack)처럼 특정 상표·상품명이 일본에서 보통명사처럼 사용되는 경우도 있다.

## 예시
- 굿즈: グッズ(Goods) - Merchandise
- 롤러코스터: ジェットコースター(Jet coaster) - Roller coaster
- 모닝콜: モーニングコール(Morning call) - Wake-up-call
- 미니 앨범: ミニアルバム(Mini album) - Extended play
- 민소매: ノースリーブ(No-sleeve) - Sleeveless
- 백미러: バックミラー(Back mirror) - (Inner) Rearview mirror
- 버진 로드: バージンロード(Virgin road) - Wedding aisle
- 보우건: ボウガン(Bowgun) - Crossbow
- 비디오 게임: テレビゲーム(Television game) - Video game
- 스킨십: スキンシップ(Skinship) - Physical contact
- 스타트업: ベンチャー(Venture) - Startup
- 애프터 서비스: アフターサービス(After service) - Customer service, User support
- 에어컨: クーラー(Cooler) - Air conditioner
- 오토바이: オートバイ(Auto bicycle) - Motorcycle
- 오픈카: オープンカー(Open car) - Convertible, Cabriolet
- 오피스레이디: オフィスレディー(Office lady) - (Female) 0ffice worker, Company employee
- 와이셔츠: ワイシャツ(Y-shirts) - Dress shirt
- 원룸: ワンルーム(One room) - Studio
- 주유소: ガソリンスタンド(Gasoline stand) - Gas station (미국식), Petrol station (영국식)
- 캠핑카: キャンピングカー(Camping car) - Camper van
- 컨닝: カンニング(Cunning) - Cheating
- 콘센트: コンセント(Consentric plug) - Outlet (미국식), Socket (영국식)
- 트럼프 카드: トランプ(Trump) - Playing card
- 프리사이즈: フリーサイズ(Free-size) - One-size-fits-all
- OMR 시트: マークシート(Mark sheet) - OMR sheet

다음은 영어처럼 보이지만 실제로 영어에 대응되는 표현이 없거나 원래 영어 표현과 뜻이 다른 것들이다.
- 라이트노벨(ライトノベル, Light novel)
- 러키존(ラッキーゾーン, Lucky zone)
- 리쿠르트(リクルート, Recruit)

다음은 기존 영어 표현을 축약해서 사용하는 것들이다.
- 레미콘(レミコン, Ready-mixed concrete)
- 리모컨(リモコン, Remote controller)
- 소프트크림(ソフトクリーム, Soft serve ice cream)
- 아파트(アパート, Apartment)
- 원피스(ワンピース, One-piece dress)
- 텔레비전(テレビ, Television)

## 같이 보기
- 콩글리시
- 스팽글리시
- 싱글리시
- 거짓짝